# سیارک ۲۲۵۸۶
سیارک ۲۲۵۸۶ (به انگلیسی: 22586 Shellyhynes، نامگذاری:1998HC96) بیست و دو هزار و پانصد و هشتاد و ششمین سیارک کشف شده‌است که در ۲۱ آوریل ۱۹۹۸ کشف شد.
قدر مطلق سیارک برابر ۱۲.۹ است.